# Horelophus
Horelophus (лат.) — род жуков из подсемейства Hydrophilinae семейства водолюбы. Эндемик Новой Зеландии.

## Описание
Водолюбы мелкого размера, вытянутой формы, слабо выпуклые. Длина тела от 2,5 до 3 мм. Усики относительно длинные, длиннее ширины головы и примерно в два раза длиннее щупиков, состоят из 9 антенномеров; с длинной трехчленистой булавой. Апикальный членик максиллярных щупиков длиннее предшествующего сегмента. Глаза средних размеров, выпуклые. Переднеспинка относительно крупная и широкая, округлая, слегка выемчатая спереди, густо и сильно пунктированная. Лапки 5-члениковые. Надкрылья равномерно широкие, закругленные сзади, без скутеллярных бороздок, с рядами точек. Род встречается в Новой Зеландии.

## Классификация
Род Horelophus был выделен в 1913 году.
Включён в трибу Anacaenini из подсемейства Hydrophilinae. Систематическое положение рода дискутировалось и его раньше относили к Hydraenidae, или выделяли в отдельное монотипическое подсемейство Horelophinae, или включали в семейство Helophoridae.
- Horelophus walkeri d’Orchymont, 1913